# Stará Bašta
Stará Bašta (allemand : Altbast,  hongrois : Óbást) est un village de Slovaquie situé dans la région de Banská Bystrica.

## Histoire
La première mention écrite du village date de 1455.
La localité fut annexée par la Hongrie après le premier arbitrage de Vienne le 2 novembre 1938. En 1938, on comptait 468 habitants. Elle faisait partie du district de Rimavská Sobota (hongrois : Rimaszombati járás). Le nom de la localité avant la Seconde Guerre mondiale était Stará Bašta/Ó-Bást. Durant la période 1938 - 1945, le nom hongrois Óbást était d'usage. À la libération, la commune a été réintégrée dans la Tchécoslovaquie reconstituée.

## Démographie

### Évolution de la population
| Année:               | 1994. | 2004.    | 2014.    | 2024.   |
| -------------------- | ----- | -------- | -------- | ------- |
| Nombre de personnes: | 416   | 368      | 318      | 323     |
| Différence:          |       | -11,53 % | -13,58 % | +1,57 % |

| Année:               | 2023. | 2024.   |
| -------------------- | ----- | ------- |
| Nombre de personnes: | 319   | 323     |
| Différence:          |       | +1,25 % |